# Johnston (Karolina Południowa)
Johnston – miasto w Stanach Zjednoczonych, w stanie Karolina Południowa, w hrabstwie Edgefield.